# Piper guineense
La pimienta de Guinea, pimienta ashanti o pimienta de Benín (Piper guineense Schumach. & Thonn.), conocida localmente como "kale", "kukauabe", "masoro", "sasema" o "soro wisa", es una planta nativa del África occidental, del género Piper, el mismo de las pimientas asiáticas, pariente cercana de la cubeba o pimienta de Java (Piper cubeba) y pariente también de la pimienta negra (Piper nigrum) y de la pimienta larga (Piper longum). Con su fruto seco se produce una especia similar a las otras pimientas. 
A diferencia de la cubeba, cuyo fruto es más grande y esférico, los de la pimienta de Guinea son de forma elíptica alargada, más pequeños y más lisos y por lo general presentan un tinte rojizo. Los tallos de las bayas de la pimienta de Guinea son claramente curvados mientras que los de la cubeba son completamente rectos.
Las plantas son enredaderas que pueden crecer hasta 20 m de longitud. Son semi-cultivadas en países como Nigeria, donde las hojas (conocidas como "uziza") se utilizan para dar sabor a guisos. Al igual que otros miembros de la familia piperáceas los frutos contienen 5 a 8% de piperina que le da su sabor "picante". También contienen una proporción importante (10%) de miristicina, elemicina, safrol y dillapiol.

## Uso en la cocina
El sabor es muy parecido al de la cubeba, pero menos amargo y más herbáceo. Aunque fue conocida en Europa desde el siglo XIV, actualmente su utilización se limita la África occidental y central, especialmente en los guisos clásicos de África occidental. Es uno de los posibles ingredientes en la cocina bereber y en las mezclas de especias de la cocina de Etiopía y Eritrea. Sin embargo, dado que en su región de origen, en África Occidental, es un condimento muy apreciado, puede ser difícil de obtener, por lo que frecuentemente es remplazada por la pimienta larga.